# Dyspessa cerberus
Dyspessa cerberus is een vlinder uit de familie van de Houtboorders (Cossidae). De wetenschappelijke naam van deze soort is voor het eerst voorgesteld door Franz Daniel in een publicatie uit 1939.

## Verspreiding
De soort komt voor in Turkije en Syrië.

## Ondersoorten
- Dyspessa cerberus cerberus Daniel, 1939
- Dyspessa cerberus albinervis Yakovlev, 2008 (Syrië)